# Robert Planquette

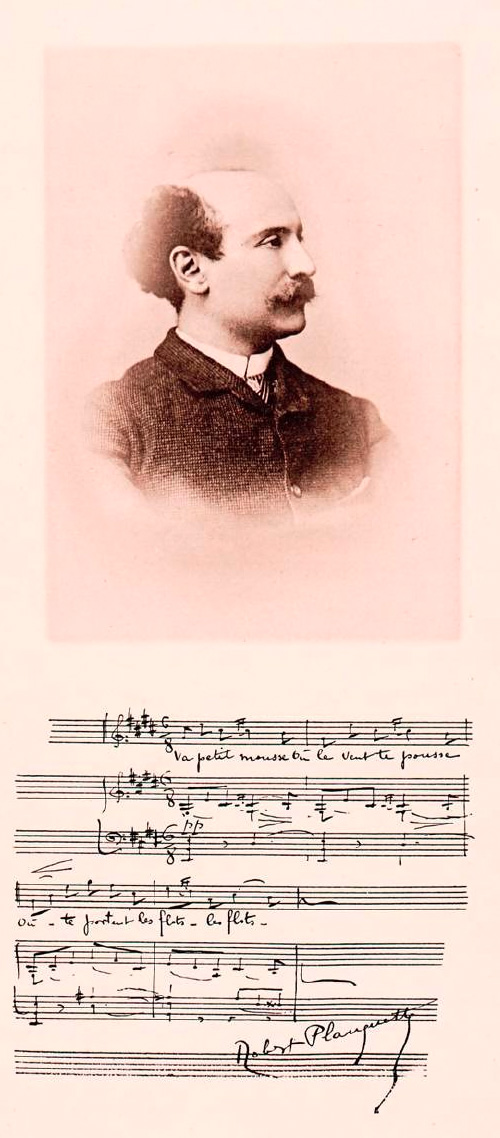
Robert Planquette (pagină album cu fotografie portret și cu portativ muzical cu autograf)

Jean Robert Planquette (31 iulie 1848 – 28 ianuarie 1903) a fost un compozitor francez de cântece și operete.
Mai multe operete ale lui Planquette  au avut mare succes în Marea Britanie, inclusiv Les cloches de Corneville (1878), a cărei durată de reprezentare la Londra a depășit durata oricărei piese de teatru muzical reprezentată până la acel moment, și Rip Van Winkle (1882), care a câștigat o faimă internațională.

## Viața și cariera
Fiul unui cântăreț, Planquette s-a născut în Paris și a studiat la Conservatorul din Paris. El nu și-a terminat studiile din lipsa resurselor financiare și a lucrat ca pianist de cafenea, compozitor și cântăreț (era tenor). Câteva romanțe pe care le-a compus i-au adus mai puțină faimă decât cântecul său, „Sambre et Meuse”, cântat pentru prima dată în 1867 de către Lucien Fugère, care a devenit unul dintre cei mai importanți cântăreți de operă francezi din vremea sa.
În 1876, directorul de la Théâtre des Folies-Dramatiques i-a comandat lui Planquette să compună prima sa operetă, Les cloches de Corneville. Ea a avut premiera la Paris, în 1877, având mare succes și fiind reprezentată în 480 de spectacole, iar apoi ajungând la Londra, unde a fost reprezentată începând din 1878 într-un număr record de 708 spectacole. Muzica lui Planquette a fost lăudată pentru patosul și simțirea sa romantică. Le Chevalier Gaston a fost reprezentată în 1879, cu mai puțin succes. În 1880 au avut premiera Les Voltigeurs du 32ieme care a fost reprezentată o lungă perioadă la Londra, în anul 1887 sub titlul The Old Guard, și La Cantiniére, care a fost tradusă în limba engleză ca Nectarine, deși n-a mai fost reprezentată.
În 1882 Rip Van Winkle a fost reprezentată la Londra și, ulterior, la Paris, sub titlul Rip, având în ambele cazuri mare succes. Libretul este o adaptare realizată de H.B. Farnie a faimoasei povestiri a lui Washington Irving. În 1884 fenomenul unei opere a unui compozitor francez, care a fost reprezentată mai întâi la Londra și apoi la Paris a fost repetată în Nell Gwynne, care a avut un succes modest, dar a eșuat atunci când a fost reprezentată la Paris, la fel ca și La Princesse Colombine. Au urmat La Crémaillere (Paris, 1885), Surcouf (Paris, 1887; Londra, ca Paul Jones, 1889), Captain Thérése (Londra, 1887), La Cocarde tricolore (Paris, 1892), Le Talisman (Paris, 1892), Panurge (Paris, 1895) și Mam'zelle Quat'sous (Paris, 1897).
O altă compoziție a lui Planquette, marșul Le Régiment de Sambre et Meuse, a devenit celebră printr-un aranjament pentru fanfară; este tonul folosit de fanfara Universității Statului Ohio. Versiunea orchestrală originală a fost înregistrată de către Boston Pops Orchestra dirijată de Arthur Fiedler și apare pe RCA Living Stereo CD Marches in Hi-Fi. „The Song of the Cabin Boy”, o barcarolă din Les cloches de Corneville a lui Planquette a fost interpretată la vioară de W.K.L. Dickson în primul experiment din istorie de sincronizare a sunetului și imaginii în mișcare (1894). Ea este vizibilă online ca Dickson Experimentale Sunet de Film.

## Lucrări
Toate operetele și toate premiere au avut loc la Paris, dacă nu se specifică altfel.
- Méfie-toi de Pharaon, un act, 1872, Eldorado
- Le serment de Mme Grégoire, 1874, Eldorado
- Paille d'avoine, un act, 12 martie 1874, Théâtre des Délassements-Comiques
- Le valet de coeur, saynète, un act, 1875, Alcazar d'Eté
- Le péage, c. 1876, Eldorado
- Les cloches de Corneville, operă comică, patru acte, 19 aprilie 1877, Théâtre des Folies-Dramatiques
- Le chevalier Gaston, un act, 8 februarie 1879,  Opéra, Monte Carlo
- Les voltigeurs de la 32ème, trei acte, 7 ianuarie 1880, Renaissance
- La cantinière, trei acte, 26 octombrie 1880, Théâtre de Nouveautés
- Rip van Winkle (Rip-Rip), trei acte, 14 October 1882, Comedy Theatre, Londra
- Les chevaux-légers, un act, 1882
- Nell Gwynne (La princesse Colombine), trei acte, 7 februarie 1884, Avenue Theatre, Londra
- La crémaillere, trei acte, 28 noiembrie 1885, Nouveautés
- Surcouf, trei acte, 6 octombrie 1887, Folies-Dramatiques
- Captain Thérése, 1887, trei acte, 25 august 1890, Prince of Wales Theatre, Londra
- La cocarde tricolore, trei acte, 12 februarie 1892, Folies-Dramatiques
- Le talisman, trei acte, 20 ianuarie 1893, Théâtre de la Gaîté
- Les vingt-huit jours de Champignolette, 17 September 1895, République
- Panurge, 1895, trei acte, 22 noiembrie 1895, Gaîté
- Mam'zelle Quat'sous, patru acte, 19 aprilie 1897 Gaîté
- Le fiancé de Margot, un act, 1900
- Le paradis de Mahomet, trei acte, finalizat de Louis Ganne, 15 mai 1906, Variétés